# 2007 DX40
2007 DX40 ist ein Asteroid, der zu den Erdnahen Asteroiden (Apollo-Typ) zählt und am 21. Februar 2007 von Mount Lemmon Survey (IAU-Code G96) entdeckt wurde. Der Asteroid wird (Stand: 25. Februar 2025) auf der NEO Risk List mit einer kumulativen Einschlagswahrscheinlichkeit von 1 zu 14577 in den Jahren 2030 bis 2119 geführt. Der Durchmesser des Asteroids wird auf etwa 30 bis 70 Meter geschätzt. 